# Echinodillo
Echinodillo é um género de crustáceo da família Armadillidae.
Este género contém 2 espécies:
- Echinodillo cavaticus Green, 1963
- Echinodillo montanus Jackson, 1933